# Vorde-Fiskbæk-Romlund-Tårup-Kvols Pastorat
Vorde-Fiskbæk-Romlund-Tårup-Kvols Pastorat er et pastorat i Viborg Domprovsti. Pastoratet ligger syd for Hjarbæk Fjord og omkring Fiskbæk Å's nedre løb. 

## Herreder
Tårup og Kvols ligger i Fjends Herred, og Vorde-Fiskbæk-Romlund ligger i Nørlyng Herred. 

## Kommuner
Pastoratets sogne blev en del af Viborg Kommune i 1970. Fra 1842 til 1970 var Tårup og Kvols en del af Tårup–Kvols–Nørre Borris Sognekommune, mens Vorde og Fiskbæk og Romlund udgjorde Vorde-Fiskbæk-Romlund Sognekommune.

## Sogne
Der er fem sogne i pastoratet:
- Vorde Sogn
- Fiskbæk Sogn
- Romlund Sogn
- Tårup Sogn
- Kvols Sogn

## Kirker
Der er fem kirker i pastoratet:
- Vorde Kirke
- Fiskbæk Kirke
- Romlund Kirke
- Taarup Kirke
- Kvols Kirke